# ديفيد هايز (لاعب كرة قدم أسترالية)
ديفيد هايز (بالإنجليزية: David Hayes)‏ هو لاعب كرة قدم أسترالية أسترالي، ولد في 23 يناير 1949.

## وصلات خارجية
- ديفيد هايز على موقع AustralianFootball.com (الإنجليزية)
- ديفيد هايز على موقع AFLtables.com (الإنجليزية)